# アバガ
アバガ（Abaga,モンゴル語: Авга、中国語: 阿巴嘎）とはモンゴル民族に属する部族の一つ。本来は「オンリュート」同様にチンギス・カンの諸弟(ジョチ・カサル、カチウン、テムゲ・オッチギン、ベルグテイ)の子孫を王(ong)として戴く集団の総称であったが、清代以降は本来の意義は失われベルグテイを始祖とする特定の部族の名称として用いられるようになった。

## 名称
「アバガ(Авга)」とはモンゴル語で「叔父」を意味する言葉であり、元代にはモンゴル帝国のハーン(＝チンギス・カンの子孫)にとって叔父にあたる東道諸王の事を「アバガ」と尊称していた(同様に、西道諸王たるジョチやチャガタイはアカ＝兄と尊称されていた)。これが転じて、北元時代には東道諸王の末裔を総称して「アバガ」と呼ぶようになった。実際に、ベルグテイの後裔だけでなくジョチ・カサルの後裔であるホルチン部も「アバガ・ホルチン」と称されている例がある。

## 歴史
1206年、モンゴル帝国が成立した際にチンギス・カンは自身の諸子諸弟6人に大規模な分封を行ったが、ベルグテイはチンギス・カンの異母弟であるために同格の分封を受ける事はできなかった。モンゴル帝国初期においてベルグテイは皇弟としてではなく1千人隊長として扱われており、その分封地もモンゴル本土ではなく遼西地方の広寧であったと見られる。後にベルグテイ家のジャウドゥは封地に因んで「広寧王」に封ぜられ、以後ベルグテイ家当主の多くは「広寧王」と称するようになった。
北元時代初期におけるベルグテイ家の動向は不明であるが、エセン・ハーン死後の混乱期にベルグテイ裔であるモーリハイが急速に勢力を拡大した。モーリハイはオンリュート(チンギス・カン諸弟の後裔の総称)諸部の中で最大の勢力となったため、モンゴル年代記で「オンリュートのモーリハイ」と称されている。モーリハイはモーラン・ハーンを擁立することで一時モンゴリアの最有力者となったが、後にハーンと決裂してこれを弑逆してしまったため、ホルチン部のボルナイによって殺されてしまった。モーリハイの死後、息子のオチライもベグ・アルスランと組むなどして活動していたがモーリハイ時代の勢力を取り戻すには至らず、この後ベルグテイ家の消息は長らく不明となる。
清代に編纂された史書ではオチライの孫バヤスク・ブイルグト・ノヤン(Bayasqu büirgüt noyan)にノミ(Nom)、タルニ(Tarni)という子があり、タルニがアバガ部の始祖となり、ノミがアバガナル部の始祖になったと記している。アバガ部はやがて清朝に降ってシリンゴル盟アバガ旗とされ、中華人民共和国のアバグ旗に至っている。

## 系図
18世紀に編纂されたモンゴル年代記の一つ、シラ・トージにはベルグテイから清代のアバガ部、アバガナル部に至る家系が記録されている。
1. ベルグテイ(Belgütei)…チンギス・カンの異母弟で、アバガ部の遠祖。
2. マンドゥ(Mandu)…ベルグテイの息子。しかし、『元史』や『集史』といった基礎史料には名前が記録されていない。
3. シギ(Sigi)…マンドゥの息子。
4. ノムカン・ボロ(Nomuqan boro)…シギの息子。
5. モンケ・テグス(Möngke tegüs)…ノムカン・ボロの息子。
6. エンケ・テグス(Engke tegüs)…モンケ・テグスの息子。
7. アグー・ガルジャグー(Aγuu Γarǰaγuu)…エンケ・テグスの息子。
8. ナブチン・ボロ(Nabčin boro)…アグー・ガルジャグーの息子。
9. クル(Quru)…ナブチン・ボロの息子。
10. ナマナクチャ(Namanaqča)…クルの息子。
11. ジョシム(J̌osismu)…ナマナクチャの息子。
12. タビル(Tabir)…ジョシムの息子。
13. モンケ(Möngke)…タビルの息子。
14. モーリカイ(Mooriqai)…モンケの息子。
15. オチライ(Očirai)…モーリカイの息子。
16. バヤン・ノヤン(Bayan noyan)…オチライの息子。
17. バヤスク・ブイルグト・ノヤン(Bayasqu büirgüt noyan)…バヤン・ノヤンの息子。『清史稿』などの史書ではこの人物からアバガ部／アバガナル部家系の記述が始まる。

## 参考資料
- 岡田英弘訳注『蒙古源流』刀水書房、2004年
- 杉山正明『モンゴル帝国と大元ウルス』京都大学学術出版会、2004年
- 吉田順一『アルタン・ハーン伝訳注』風間書房、1998年
- Buyandelger「往流・阿巴噶・阿魯蒙古— 元代東道諸王後裔部衆的統称・万戸名・王号」『内蒙古大学学報』第4期、1998年